# WiGig
WiGig, también conocido como Wi-Fi de 60 GHz, se refiere a un conjunto protocolos de red inalámbrica de 60 GHz. Incluye el estándar IEEE 802.11ad actual y también el estándar IEEE 802.11ay.
La especificación WiGig permite que los dispositivos se comuniquen sin cables a velocidades de varios gigabits. Permite aplicaciones de audio, visualización y datos inalámbricos de alto rendimiento que complementan las capacidades de los dispositivos LAN inalámbricos anteriores. Los dispositivos habilitados para tribanda WiGig, que funcionan en las bandas de 2,4, 5 y 60 GHz, ofrecen velocidades de transferencia de datos de hasta 7 Gbit /s (para 11ad), casi tan rápido como una transmisión 802.11ac de 8 bandas y más de once veces más rápido que la velocidad más alta de 802.11n, mientras mantiene la compatibilidad con los dispositivos Wi-Fi existentes. La señal de onda milimétrica de 60 GHz normalmente no puede penetrar las paredes, pero puede propagarse por reflexión desde paredes, techos, pisos y objetos utilizando la formación de haces integrada en el sistema WiGig. Cuando se aleja de la sala principal, el protocolo puede cambiar para hacer uso de las otras bandas inferiores a una velocidad mucho más baja, las cuales pueden propagarse a través de las paredes.
802.11ay tiene una velocidad de transmisión de 20 a 40 Gbit/s y una distancia de transmisión extendida de 300 a 500 metros. 802.11ay no debe confundirse con el 802.11ax de nombre similar que se lanzó en 2019. El estándar 802.11ay está diseñado para funcionar a frecuencias mucho más altas. La frecuencia más baja de 802.11ax le permite penetrar paredes, algo que el estándar 80.11ay se esfuerza por hacer. Aunque cuentan con velocidades similares, gracias a mucho más espectro, 802.11ay puede alcanzar velocidades mucho más altas: 277 Gb/s frente a ~3,6 Gbit/s (4 flujos: 2x 160 MHz @ 1,2 Gbit/s + 2x 80 MHz @ 0,6 Gbit/s).
El nombre WiGig proviene de Wireless Gigabit Alliance, la asociación original que se formó para promover la adopción de IEEE 802.11ad. Sin embargo, ahora está certificado por Wi-Fi Alliance.

## Historia
- En mayo de 2009, se anunció la formación de Wireless Gigabit Alliance para promover el protocolo IEEE 802.11ad.[10][11][12][13][14][15]
- En diciembre de 2009, se anunció la especificación completa de la versión 1.0 WiGig.[16][17][18][19][20]
- En mayo de 2010, WiGig Alliance anunció la publicación de sus especificaciones, la apertura de su programa Adopter y el acuerdo de enlace con Wi-Fi Alliance para cooperar en la expansión de las tecnologías Wi-Fi.[21][22]
- En junio de 2011, WiGig anunció el lanzamiento de su especificación versión 1.1 lista para la certificación.[21]
- En diciembre de 2012, la IEEE Standards Association publicó IEEE 802.11ad-2012 como una enmienda a la familia de estándares IEEE 802.11 general.[23]
- En 2016, Wi-Fi Alliance lanzó un programa de certificación para productos WiGig.[24]
- El estándar WiGig de segunda generación, IEEE 802.11ay, se publicó el 28 de julio de 2021.[25]

## Especificación
La especificación WiGig MAC y PHY, versión 1.1 incluye las siguientes capacidades:
- Admite velocidades de transmisión de datos de hasta 7 Gbit /s – un poco más de once veces más rápido que la velocidad más alta de 802.11n
- Complementa y amplía la capa de control de acceso a medios ( MAC ) 802.11 y es compatible con versiones anteriores del estándar IEEE 802.11
- La capa física permite dispositivos WiGig de bajo consumo y alto rendimiento, lo que garantiza la interoperabilidad y la comunicación a velocidades de gigabit por segundo
- Se están desarrollando capas de adaptación de protocolos para admitir interfaces de sistemas específicos, incluidos buses de datos para periféricos de PC e interfaces de visualización para televisores de alta definición, monitores y proyectores.
- Compatibilidad con formación de haces, lo que permite una comunicación robusta de hasta 10 metros. Los haces pueden moverse dentro del área de cobertura a través de la modificación de la fase de transmisión de los elementos de antena individuales, lo que se denomina formación de haz de antena de matriz en fase.
- Administración de energía y seguridad avanzada ampliamente utilizada para dispositivos WiGig

## Aplicaciones
El 3 de noviembre de 2010, WiGig Alliance anunció las especificaciones de capa de adaptación de protocolo (PAL) de WiGig versión 1.0 A/V y E/S. Las especificaciones de la aplicación se han desarrollado para admitir interfaces de sistema específicas, incluidas extensiones para periféricos de PC e interfaces de visualización para HDTV, monitores y proyectores.
WiGig Display Extension
- Soporta transmisión inalámbrica de datos de audio/visuales
- Habilita DisplayPort inalámbrico y otras interfaces de pantalla que incluyen la función High-bandwidth Digital Content Protection.
- Ofrece aplicaciones clave de A/V, como la transmisión de video ligeramente comprimido o sin comprimir desde una computadora o cámara digital a un HDTV, monitor o proyector.

WiGig Bus Extension y WiGig Serial Extension. WiGig Bus Extension (WBE) estuvo disponible para los miembros en 2011.
- Definir implementaciones inalámbricas de alto rendimiento de interfaces informáticas ampliamente utilizadas en más de 60 GHz
- Habilitar la conectividad inalámbrica de varios gigabits entre dos dispositivos, como la conexión al almacenamiento y otros periféricos de alta velocidad

## Competencia
WiGig compite con otros estándares de transmisión de banda de frecuencia de 60 GHz como WirelessHD en algunas aplicaciones.

## Canales
| Canal | Centro (GHz) | Min. (GHz) | Max. (GHz) | BW (GHz) |
| ----- | ------------ | ---------- | ---------- | -------- |
| 1     | 58.32        | 57.24      | 59.40      | 2.16     |
| 2     | 60.48        | 59.40      | 61.56      | 2.16     |
| 3     | 62.64        | 61.56      | 63.72      | 2.16     |
| 4     | 64.80        | 63.72      | 65.88      | 2.16     |
| 5     | 66.96        | 65.88      | 68.04      | 2.16     |
| 6     | 69.12        | 68.04      | 70.20      | 2.16     |
| 9     | 59.40        | 57.24      | 61.56      | 4.32     |
| 10    | 61.56        | 59.40      | 63.72      | 4.32     |
| 11    | 63.72        | 61.56      | 65.88      | 4.32     |
| 12    | 65.88        | 63.72      | 68.04      | 4.32     |
| 13    | 68.04        | 65.88      | 70.20      | 4.32     |
| 17    | 60.48        | 57.24      | 63.72      | 6.48     |
| 18    | 62.64        | 59.40      | 65.88      | 6.48     |
| 19    | 64.80        | 61.56      | 68.04      | 6.48     |
| 20    | 66.96        | 63.72      | 70.20      | 6.48     |
| 25    | 61.56        | 57.24      | 65.88      | 8.64     |
| 26    | 63.72        | 59.40      | 68.04      | 8.64     |
| 27    | 65.88        | 61.56      | 70.20      | 8.64     |

Las asignaciones de espectro regionales varían según la región, lo que limita la cantidad de canales disponibles en algunas regiones. Hasta ahora, EE. UU. es la única región que admite los seis canales, mientras que otras regiones están considerando hacer lo mismo.

## Velocidades de datos de portadora única y Control-PHY
| Índice MCS      | Tipo de modulación                       | Velocidad de codificación | Tasa física (Mbit/s) | potencia (dBm) | Tx MVE (dB) |
| --------------- | ---------------------------------------- | ------------------------- | -------------------- | -------------- | ----------- |
| 0 (Control-PHY) | DSSS con 32π⁄2 - chips BPSK por bit      | 1/2                       | 27.5                 | −78            | −6          |
| 1               | - BPSK (con cada bit repetido dos veces) | 1/2                       | 385                  | −68            | −6          |
| 2               | - BPSK (con cada bit repetido dos veces) | 1/2                       | 770                  | −66            | −7          |
| 3               | - BPSK (con cada bit repetido dos veces) | 5/8                       | 962.5                | −65            | −9          |
| 4               | - BPSK (con cada bit repetido dos veces) | 3/4                       | 1155                 | −64            | −10         |
| 5               | - BPSK (con cada bit repetido dos veces) | 13/16                     | 1251.25              | −62            | −12         |
| 6               | - QPSK                                   | 1/2                       | 1540                 | −63            | −11         |
| 7               | - QPSK                                   | 5/8                       | 1925                 | −62            | −12         |
| 8               | - QPSK                                   | 3/4                       | 2310                 | −61            | −13         |
| 9               | - QPSK                                   | 13/16                     | 2502.5               | −59            | −15         |
| 10              | -16-MAQ                                  | 1/2                       | 3080                 | −55            | −19         |
| 11              | -16-MAQ                                  | 5/8                       | 3850                 | −54            | −20         |
| 12              | -16-MAQ                                  | 3/4                       | 4620                 | −53            | −21         |

## Velocidades de datosOFDM
| Índice MCS | Tipo de modulación | Velocidad de codificación | Tasa física (Mbit/s) | potencia (dBm) | Tx MVE (dB) |
| ---------- | ------------------ | ------------------------- | -------------------- | -------------- | ----------- |
| 13         | SQPSK              | 1/2                       | 693                  | −66            | −7          |
| 14         | SQPSK              | 5/8                       | 866.25               | −64            | −9          |
| 15         | QPSK               | 1/2                       | 1386                 | −63            | −10         |
| 16         | QPSK               | 5/8                       | 1732.5               | −62            | −11         |
| 17         | QPSK               | 3/4                       | 2079                 | −60            | −13         |
| 18         | 16- QAM            | 1/2                       | 2772                 | −58            | −15         |
| 19         | 16- QAM            | 5/8                       | 3465                 | −56            | −17         |
| 20         | 16- QAM            | 3/4                       | 4158                 | −54            | −19         |
| 21         | 16- QAM            | 13/16                     | 4504.5               | −53            | −20         |
| 22         | 64-QAM             | 5/8                       | 5197.5               | −51            | −22         |
| 23         | 64-QAM             | 3/4                       | 6237                 | −49            | −24         |
| 24         | 64-QAM             | 13/16                     | 6756.75              | −47            | −26         |

## Velocidades de datos de portadora única de baja potencia
| Índice MCS | Tipo de modulación | Velocidad de codificación | Tasa física (Mbit/s) | potencia (dBm) | Tx MVE (dB) |
| ---------- | ------------------ | ------------------------- | -------------------- | -------------- | ----------- |
| 25         | -BPSK              | 28/13                     | 626                  | −64            | −7          |
| 26         | -BPSK              | 21/13                     | 834                  | −60            | −9          |
| 27         | -BPSK              | 52/63                     | 1112                 | −57            | −10         |
| 28         | -PSK               | 28/13                     | 1251                 | −57            | −12         |
| 29         | -PSK               | 21/13                     | 1668                 | −57            | −12         |
| 30         | -PSK               | 52/63                     | 2224                 | −57            | −13         |
| 31         | -PSK               | 13/14                     | 2503                 | −57            | −15         |